# Arturo Castellanos
José Arturo Castellanos Contreras (San Vicente, 23 de diciembre de 1893 - San Salvador, 18 de junio de 1977) fue un militar y diplomático salvadoreño.

## Biografía
Sus padres fueron el general Abelino Castellanos e Isabel Contreras. Realizó estudios militares en la Escuela Politécnica Militar (en El Salvador) y en Italia. Ejerció su carrera militar durante 26 años, hasta alcanzar el rango de segundo jefe del Estado Mayor General del Ejército de la República de El Salvador. Se casó con María Schürman, de nacionalidad suiza, con quien tuvo tres hijos. 
En 1937 fue designado cónsul general en Liverpool (Reino Unido) bajo el acuerdo ejecutivo n.º 231. Al año siguiente (1938) fue asignado al consulado de El Salvador en Hamburgo (Alemania) bajo el acuerdo ejecutivo n.º 82, y finalmente fungió como cónsul en Ginebra (Suiza) entre 1941 y 1945.
Diplomático en la Segunda Guerra Mundial

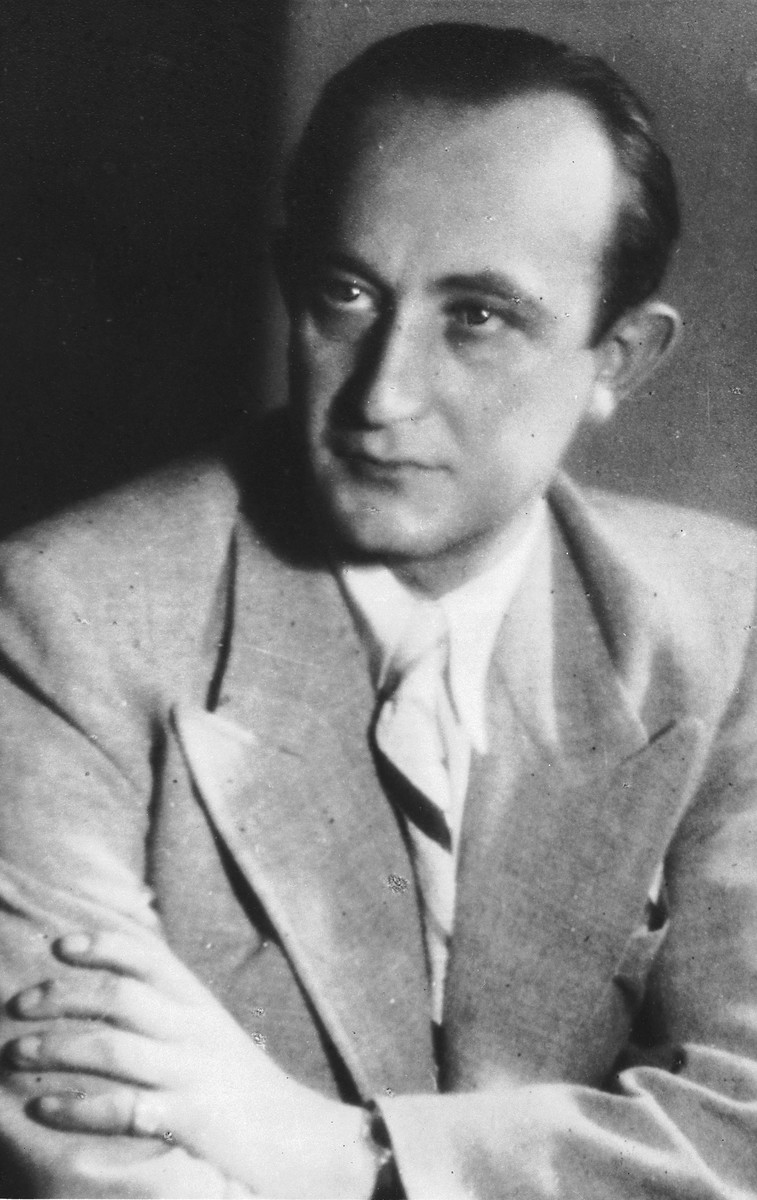
George Mantello ayudó a salvar a miles de judíos húngaros del Holocausto mientras trabajaba para el consulado salvadoreño en Ginebra, Suiza, de 1942 a 1945, bajo la protección del cónsul Castellanos Contreras, proporcionándoles documentos de ciudadanía salvadoreños ficticios

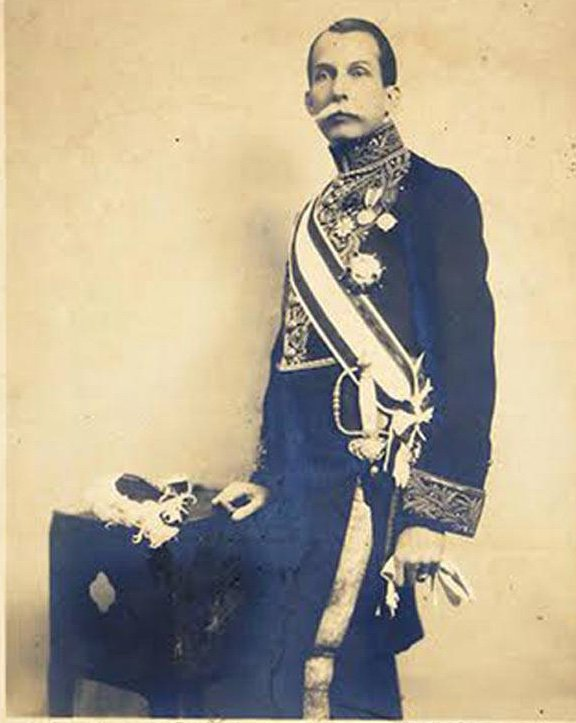
Castellanos recibió ayuda de otro compañero salvadoreño, José Gustavo Guerrero, un juez salvadoreño que desafió a los nazis durante la invasión de Hitler en Europa. El distinguido jurista salvadoreño vivió en Europa durante muchos años en su carrera como diplomático y como juez presidente de la Corte Permanente de Justicia Internacional, con sede en La Haya, Países Bajos.

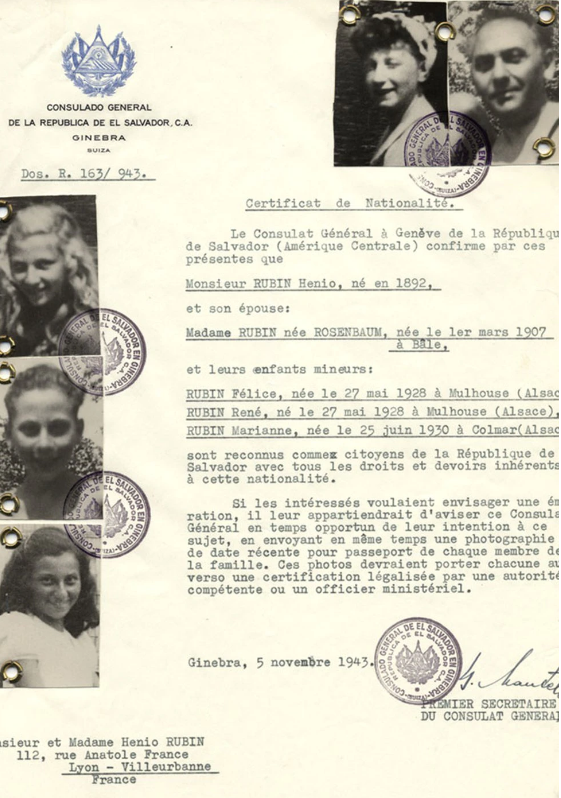
Representación de documentos que fueron entregados a una familia judía de Europa Central

Durante la Segunda Guerra Mundial, mientras trabajaba como cónsul general de El Salvador en Ginebra, y estando de acuerdo con el empresario judeo-húngaro György Mandl y en cooperación con el representante del Congreso Mundial Judío Abraham Silberschein, ayudó a salvar a 40 000 europeos de Europa Central y a los judíos de la persecución nazi dándoles papeles falsos y acreditándolos como ciudadanos salvadoreños, entre ellos al propio György, quien cambió su nombre a George Mandel-Mantello y poco tiempo después de obtener documentos que lo acreditaban como diplomático salvadoreño fue requerido, tanto él como su familia por la Gestapo, debido a su ascendencia judía. Los documentos emitidos por Castellanos ayudaron a que miles de ciudadanos de Bulgaria, Checoslovaquia, Hungría, Polonia y Rumanía fueran protegidos por la Cruz Roja internacional.
El Dr. José Gustavo Guerreo se enfrentó en persona a las tropas nazis en Países Bajos en junio de 1940 para salvar vidas del personal neerlandés del Tribunal Permanente de La Haya y es autorizado por el propio canciller Von Ribbentrop de Adolf Hitler a salir con bienes y personas a Suiza; el cónsul José Arturo Castellanos con sede en Ginebra, participa en una operación encubierta de extensión de certificados de nacionalidad salvadoreña, en colaboración con el judío rumano transilvano George Mandell – Mantello, logra salvar un estimado de 40.000 judíos de ser exterminados en los campos alemanes.
En 1995, el entonces presidente de Estados Unidos Bill Clinton exaltó el trabajo de los cuerpos diplomáticos salvadoreños por haber rescatado a miles de personas durante el holocausto. En 1999 las autoridades de Israel inauguraron la calle El Salvador, en el barrio de Givat Masua en Jerusalén. En 2010, Yad Vashem le otorgó a Castellanos el título de uno de los «Justos entre las Naciones».
En 2010, el Concejo Municipal de San Salvador, presidido por el entonces alcalde Norman Quijano, le cambió el nombre al «Bulevar Venezuela», ubicado en ciudad la capital de El Salvador, por «Bulevar José Arturo Castellanos»; pero el 1 de mayo de 2015, el siguiente Concejo Municipal de San Salvador, presidido por el entonces alcalde Nayib Bukele, decidió por unanimidad «regresar su nombre original al bulevar Venezuela y honrar con otra calle al coronel Arturo Castellanos». Y fue así que en 2016, Nayib Bukele bautizó a la 89 Avenida Norte de la capital salvadoreña con el nombre de «José Arturo Castellanos».

## Resumen de su carrera militar y diplomática
- En enero de 1910 ingresó a la Escuela Politécnica Militar
- En septiembre de 1913 fue promovido a subteniente
- En diciembre de 1913 fue promovido a teniente.
- En 1914 ingresó al Primer Regimiento de Artillería como comandante de sección.
- En 1917 fue ascendido a capitán y nombrado comandante de batería en el Regimiento de Artillería.
- En 1921 fue promovido a capitán mayor y trasladado a la Guardia Nacional como segundo jefe de Comandancia.
- En 1928 fue promovido a teniente coronel y nombrado jefe de comandancia de la Guardia Nacional.
- En 1930 regresó al Primer Regimiento de Artillería como segundo jefe.
- en 1931 fue promovido a comandante del Primer Regimiento de Artillería.
- en 1932 fue nombrado jefe de la Sección de Artillería del Estado Mayor General.
- Becado por el Gobierno hacia Italia, para realizar estudios de Estado Mayor en la Escuela Superior de Guerra de Torino, donde efectuó los cuatro cursos necesarios para optar al título de Oficial de Estado Mayor. Allí mismo fue ascendido al grado de coronel, por sus buenas calificaciones.
- En 1936 fue designado segundo jefe del Estado Mayor General del Ejército de la República de El Salvador.
- En junio de 1937 fue nombrado jefe de la Misión Militar Salvadoreña que se trasladó a Checoslovaquia, en Misión Especial del Gobierno, para la adquisición de armas.
- En 1945 se canceló su nombramiento de cónsul general de El Salvador en Hamburgo (Alemania), debido al cierre de dicho consulado. Acuerdo Ejecutivo n.º 133 del 5 de septiembre de 1945.
- En 1941 fue nombrado cónsul general de El Salvador en la ciudad de Ginebra (Suiza). Acuerdo Ejecutivo n.º 167 del 4 de noviembre de 1941.
- El 1 de octubre de 1945 renunció al cargo de cónsul general de El Salvador en Ginebra.